# Hayley Williams
Hayley Nichole Williams (Meridian, 1988. december 27. –) Grammy-díjas amerikai énekesnő, dalszerző. A Paramore rockegyüttes énekesnője és zeneszerzője.

## Fiatalkora
Hayley Nichole Williams 1988. december 27-én született Meridianban, Mississippi államban. Szülei Cristi és Joey Williams. Két nővére van. Szülei elváltak 2002-ben, ezután elköltözött Franklinbe, Tennessee államba. Itt találkozott Josh Farro és Zac Farro testvérpárral.

## Zenei karrierje
2003-ban fedezte fel Dave Steunebrink és Richard Williams manager, két évre szerződést kötöttek. Ezután Williams, Josh Farro, Zac Farro és Jeremy Davis megalapította a Paramore együttest. Kiadójuk a Fueled by Ramen lett.
Debütáló albumuk az All We Know Is Falling volt, mely 2005-ben jelent meg. Hayley ekkor 16 éves volt. Azóta három albumuk jelent meg, a Riot! (2007), a Brand New Eyes (2009) és a Paramore (2013).
2009 júniusában csatlakozott Taylor York (gitáros). Az alapító tag, Josh Farro 2010-ben elhagyta az együttest.
2007-ben jelölték a Kerrang Readers' Poll 2007 Legszexibb Énekesnő kategóriájában, melyet Amy Lee nyert meg, azonban egy évvel később ő vehette át a díjat. 2006-ban turnézott először a Paramore az Egyesült Államokon kívül, az Egyesült Királyságban a Give it a Name nevű rock fesztiválon.
2015-ben Grammy-díjat nyert az együttes az Ain't It Fun című dallal a Legjobb Rock Dal kategóriában.
2015 júliusában Williams kapta a legjobb énekes díjat az APMA díjátadón.

## Hangi adottságai
Hayley négy oktávnyi, könnyű lírai szoprán hangtartománnyal rendelkezik. Éneklés közben nem erőlködik, egyéni hangszínnel rendelkezik. John Mayer az énekes-dalszerző mindig is dicsérte hangját, 2007 októberében egyik interjújában "Nagy narancs reménységnek" hívta, a narancs szóval Hayley hajszínére utalva.

## Magánélete
Williams keresztény vallású, rendszeresen tett említést a hitéről a zenéjében; a Decode és a Misery Business című számainak dalszövegei kifejezetten Jézus Krisztusról szólnak. A Farro testvéreknek eltérő volt a hozzáállása a dalszövegek vallási témájához, ez is hozzájárult a kilépésükhöz.
Miután megalakult a banda Hayley és Josh Farro randizgatni kezdtek, azonban a románcuk 2007-ig tartott csak. 2008-ban megismerkedett Chad Gilberttel, a New Found Glory gitárosával. 2014 decemberében eljegyezték egymást, majd 2016. február 20-án összeházasodtak a nashville-i Franklin Theaterben. 2017-ben elváltak.

## Díjai
| Díjátadó                            | Díj                 | Eredmény |
| ----------------------------------- | ------------------- | -------- |
| Kerrang Readers' Poll 2007          | Legszexibb Énekesnő | Jelölve  |
| Kerrang Readers' Poll 2008          | Legszexibb Énekesnő | Nyert    |
| Shockwaves NME Awards 2009          | Legszexibb Énekesnő | Nyert    |
| Los Premios MTV Latinoamérica 2008  | Premio Fashionista  | Jelölve  |
| Los Premios MTV Latinoamérica 2009  | Premio Fashionista  | Nyert    |
| Alternative Press Music Awards 2015 | Legjobb énekes      | Nyert    |

## Diszkográfia
Lásd még: Paramore-diszkográfia